# 無手足畸形
無手足畸形（Acheiropodia、ACHP），亦稱為Horn-Kolb綜合徵（Horn-Kolb Syndrome）是一種常染色體隱性遺傳病，目前已知會導致半肢畸形（Hemimelia）和失去末端肢體（Distal extremities）。ACHP是一種先天性缺陷，特點是上肢左右兩手手肘以下的半肢畸形，以及兩下肢之下三分之一的末端横向缺損。ACHP最早在巴西發現，並且極大多數案例都出現在巴西，而在阿根廷亦出現零星個案。

## 遺傳學
該疾病以單基因常染色體隱性遺傳。這意味着導致ACHP的缺陷基因位於常染色體上，並且需要該缺陷基因的兩個副本（從父母處各繼承一個）才能導致ACHP。患有常染色體隱性遺傳病的個體，他們的父母都攜帶着一份缺陷基因，但是通常不會出現任何疾病跡像或症狀。除此之外，目前已知LMBR1基因的突變與ACHP有關。